# شهرستان کنت (مریلند)
شهرستان کنت، مریلند (به انگلیسی: Kent County, Maryland) یک سکونتگاه مسکونی در ایالات متحده آمریکا است که در مریلند واقع شده‌است.